# Hexatoma (Eriocera) pulchripes
Hexatoma (Eriocera) pulchripes is een tweevleugelige uit de familie steltmuggen (Limoniidae). De soort komt voor in het Neotropisch gebied.